# Elephantiasis
Elephantiasis bzw. Elefantiasis (von altgriechisch ἐλεφαντίασις elephantíasis, deutsch ‚eine schlimme Art Aussatz, von der Ähnlichkeit mit der Elefantenhaut‘; zu ἐλέφας eléphas, deutsch ‚Elefant‘), auch Elefantenmann-Syndrom, ist eine abnorme Vergrößerung eines Körperteils durch einen Lymphstau (Lymphödem). Meist sind die Beine oder die äußeren Geschlechtsteile (etwa bei der Elephantiasis scroti) betroffen. Diese Krankheit ist vor allem in Entwicklungsländern verbreitet. Man unterscheidet erworbene von angeborenen Formen.

## Erworbene Formen

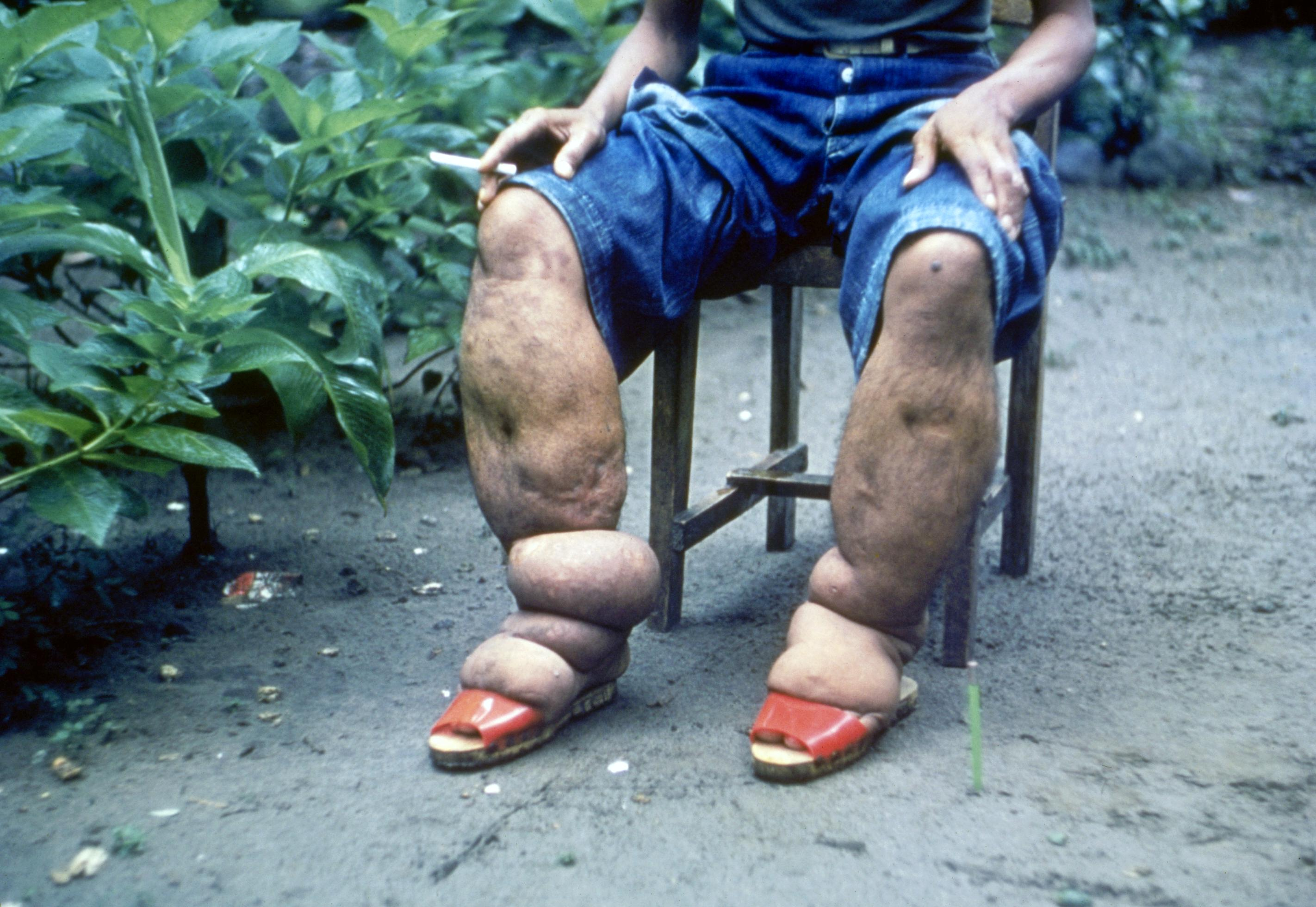
Beine eines Erkrankten

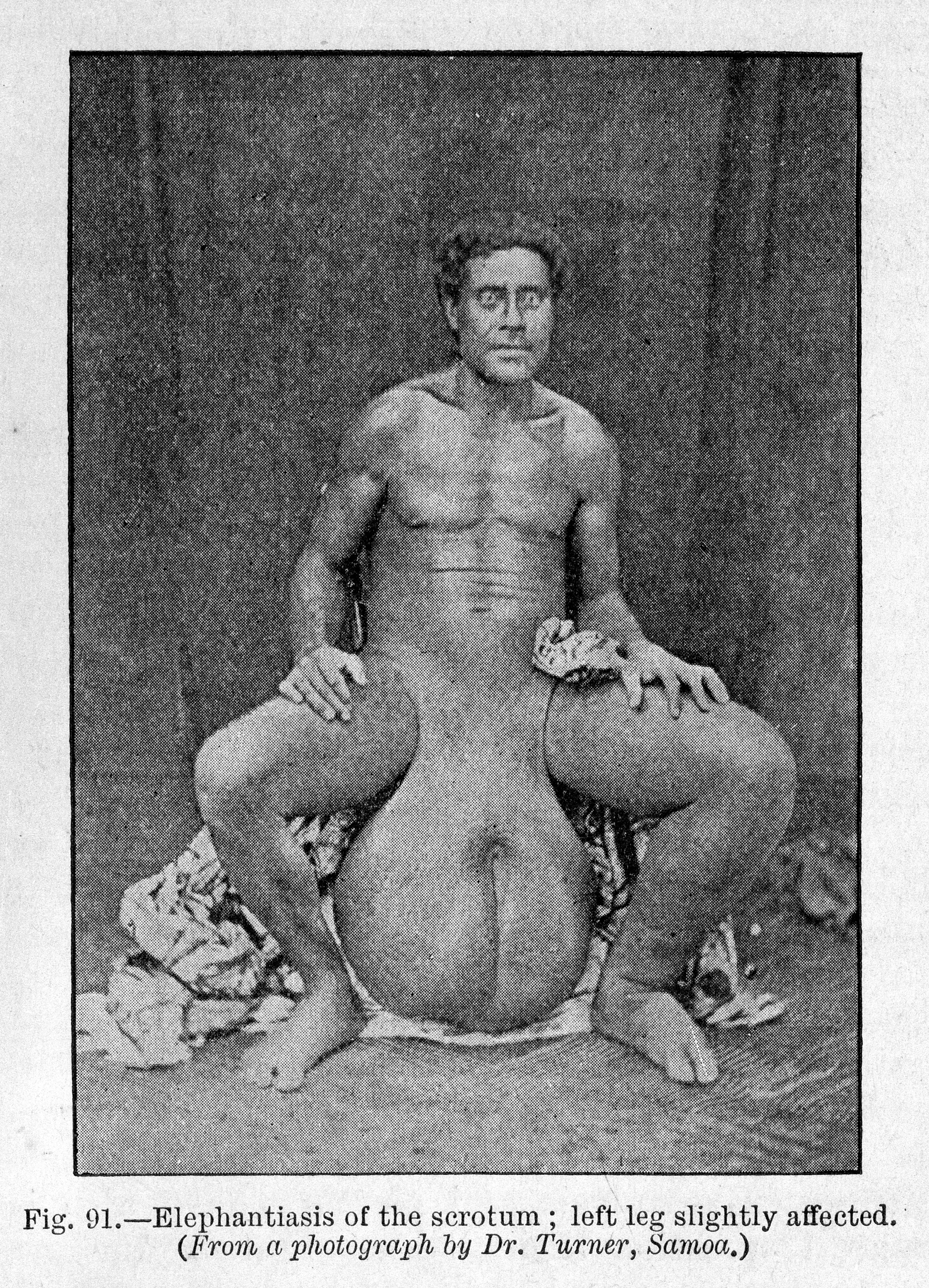
Elephantiasis des Skrotums

### Folge von Infektionskrankheiten

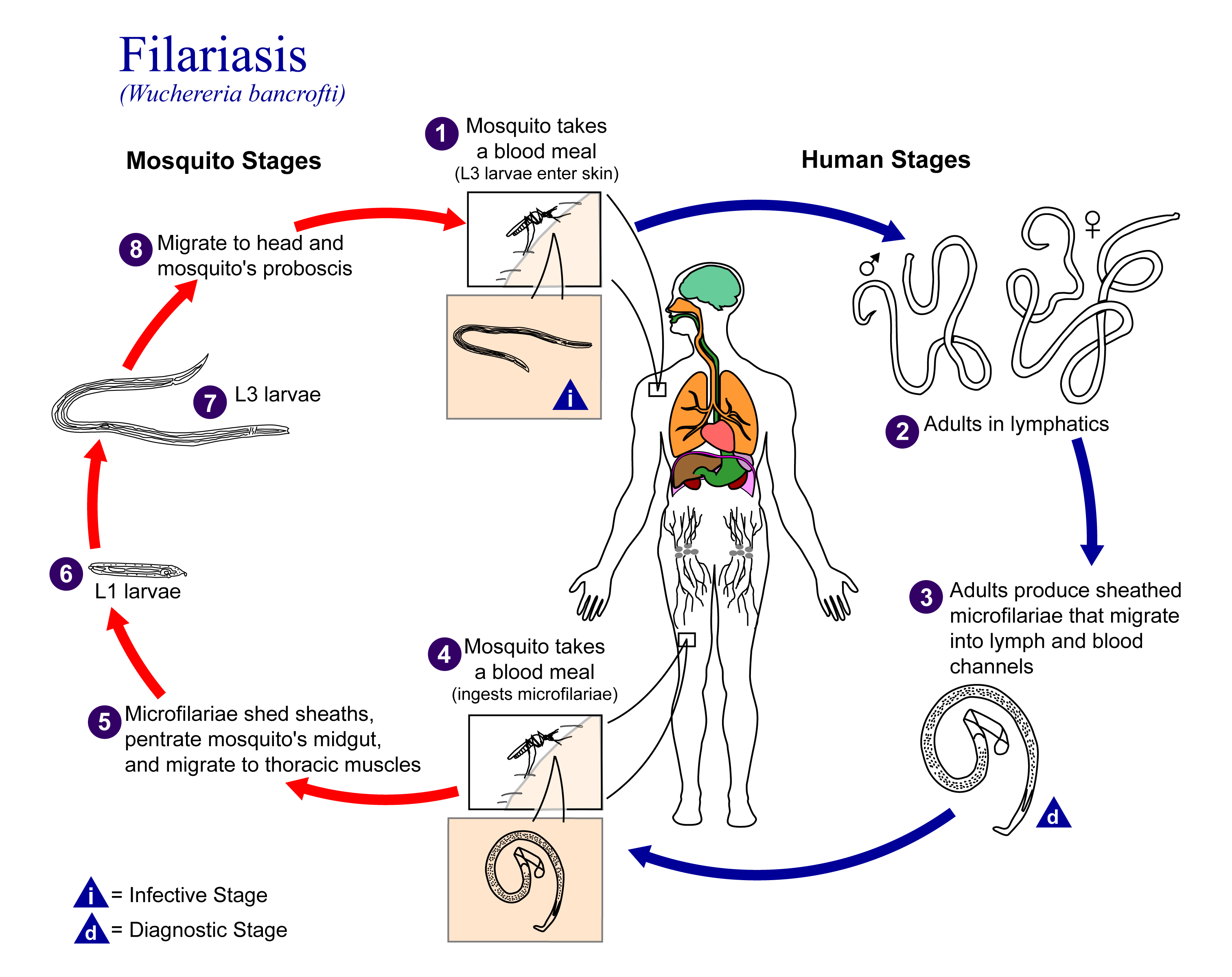
Lebenszyklus des Erregers Wuchereria bancrofti

Die Krankheit tritt als Elephantiasis tropica vorwiegend in tropischen Regionen auf und wird hier als Spätfolge verschiedener Infektionen, unter anderem durch Fadenwürmer wie Brugia malayi (auch Wuchereria malayi oder Filaria malayi genannt) oder Wuchereria bancrofti, aber auch durch Lepra, ausgelöst. Die Würmer gelangen durch den Stich einer Stechmücke in das lymphatische System und verursachen dort eine chronische Entzündungsreaktion mit Lymphstau, wodurch es mit der Zeit zu einer extremen Vergrößerung und Verhärtung der Haut kommt. Als Prophylaxe wird Schutz vor Moskitos durch Repellentien oder Moskitonetze empfohlen.
Die Elephantiasis kann durch eine entzündliche Zerstörung der Lymphabflusswege auch eine Komplikation des weltweit vorkommenden Erysipels sein. Zudem kann es nach wiederholten schweren Fällen von Lippenherpes zur so genannten Makrocheilie („Großlippigkeit“; von altgriechisch μακρόχειλος makrócheilos, deutsch ‚mit langen Lippen‘) kommen.
Die Weltgesundheitsorganisation (WHO) empfiehlt zur Behandlung der durch Parasiten verursachten Elephantiasis Ivermectin je nach den jeweiligen Gegebenheiten entweder als Einzelpräparat oder in Kombination mit anderen Präparaten.

### Andere Ursachen
Die Krankheit kann eine Folge von schweren oberflächlichen Venenentzündungen mit massiver Gewebestauung sein.
Auch Tumorerkrankungen können eine Elephantiasis nach sich ziehen, entweder direkt durch Verschluss von Lymphgefäßen durch tumoröse Lymphmetastasen oder indirekt als Nebenwirkung oder notwendige Mitnahme von Metastasen im Rahmen der Therapie: bei operativer Mitentfernung der Lymphbahnen, z. B. als andauernde Armschwellung nach Brustkrebs-OP, oder bei Strahlentherapie.
Gerade bei Krebserkrankung und -therapie mit Elephantiasisausbildung sind Spätfälle von sekundären bösartigen Tumoren aufgetreten, welche als Komplikation der Elephantiasis gelten können: Meist sind dies schnell wachsende Sarkome, die man unter dem Begriff des 'Stewart-Treves-Syndroms' zusammenfasst. Einzige kurative Behandlungsmöglichkeit ist die möglichst radikale Amputation der betroffenen Gliedmaße; meist gibt es bei Diagnosestellung allerdings Metastasen, die nur noch eine palliative (lindernde) Chemotherapie mit Zytostatika oder eine palliativmedizinische Versorgung zulassen.
Eine weitere nichtinfektiöse Art ist die Podokoniose, bei der Mikropartikel vulkanischen Ursprungs beim Barfußlaufen in das subkutane Gewebe gelangen, wo es infolge von Infektionen mittelbar zu Verschluss der Lymphbahnen kommt.

## Angeborene Formen
Als Elephantiasis congenita hereditaria (lateinisch congenitus, „angeboren“ und hereditarius, „vererbt“) wird eine sich bei Säuglingen entwickelnde Schwellung derjenigen Körperteile bezeichnet, die erblicherseits oder durch eine Entwicklungsstörung unzureichende oder gar keine Lymphabflussbahnen haben.
Eine weitere angeborene Form existiert im Rahmen komplexer Fehlbildungssyndrome wie der Neurofibromatose.

## Behandlung
Die Krankheit ist nicht übertragbar. Eine echte Heilung gibt es nicht. Obwohl die Ursachen des Lymphstaus in vielen Fällen irreversibel sind, ist durch konsequente Anwendung manueller Lymphdrainage mehrmals wöchentlich sowie dauerhaftes Tragen von Kompressionsbandagen bzw. Strümpfen die äußere Symptomatik für viele Patienten reversibel und gut beherrschbar. Wurde die Haut überdehnt, wird ihre ursprüngliche Elastizität kaum zurückgewonnen. In Frage kommt dann eine Straffung der Haut und Unterhaut im Rahmen der plastischen Chirurgie, welche die ursprünglichen Hauteigenschaften aber ebenfalls nicht vollständig rekonstruieren kann. Versuche, das gesamte gestaute Gewebe großräumig auszuschälen, haben sich in der Vergangenheit jedoch als nutzlos und wegen der weiträumigen Narbenbildung als schädlich erwiesen.

## Begriff
Eine falsche Bezeichnung ist „Elefantitis“. Der Begriff mit der Endung „-itis“ ist kein fachlich gebräuchliches Synonym für Elephantiasis.